# Anna (kortfilm)
Anna ( ukrainska: Анна) är en kortfilm regisserad av den Londonbaserade israeliska filmregissören Dekel Berenson. Anna hade premiär på den 72:a filmfestivalen i Cannes 2019, vann en BIFA, nominerades till en BAFTA och nominerades av både den israeliska filmakademin och den ukrainska filmakademin till utmärkelse.
Anna, en medelålders ensamstående mamma som bor i krigshärjade östra Ukraina, söker förändring. På jobbet på en köttbearbetningsanläggning hör hon radioreklam för en fest som anordnas för amerikanska män som besöker Ukraina i jakt efter kärlek. Anna och hennes dotter går på festen, möter männen och lär sig om deras intentioner.  

## Roller
- Svetlana Alekseevna Barandich som Anna
- Anastasia Vyazovskaya som Alina
- Alina Chornogub som översättare
- Liana Khobelia som festarrangör

## Mottagande
Filmen har mottagit flera priser, visats på cirka 350 festivaler och valts ut mer än 160 gånger.